# An'yō-in (Kobe)
Taisan-ji An'yō-in (太山寺 安養院) est un temple de la secte Tendai situé à Kobe, préfecture de Hyōgo au Japon. Il a été créé comme temple tatchu (branche) de Taisan-ji.

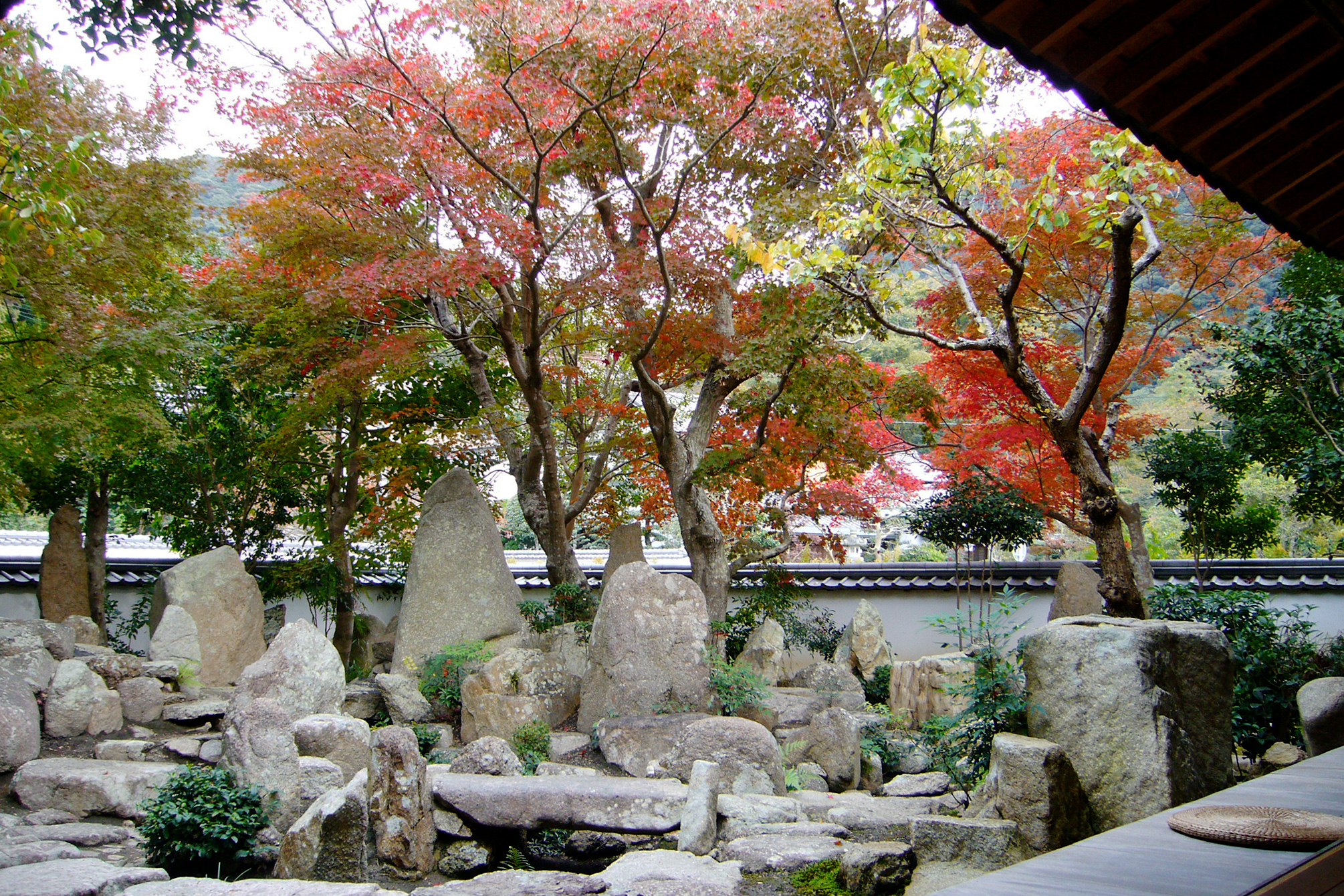
Taisan-ji An'yō-in.

Le karesansui de An'yō-in achevé à l'époque Azuchi Momoyama est enregistré comme site remarquable du Japon.

## Bâtiments
- Shoin : construit dans les années 1730.
- Sanmon
- Karesansui

## Galerie d'images

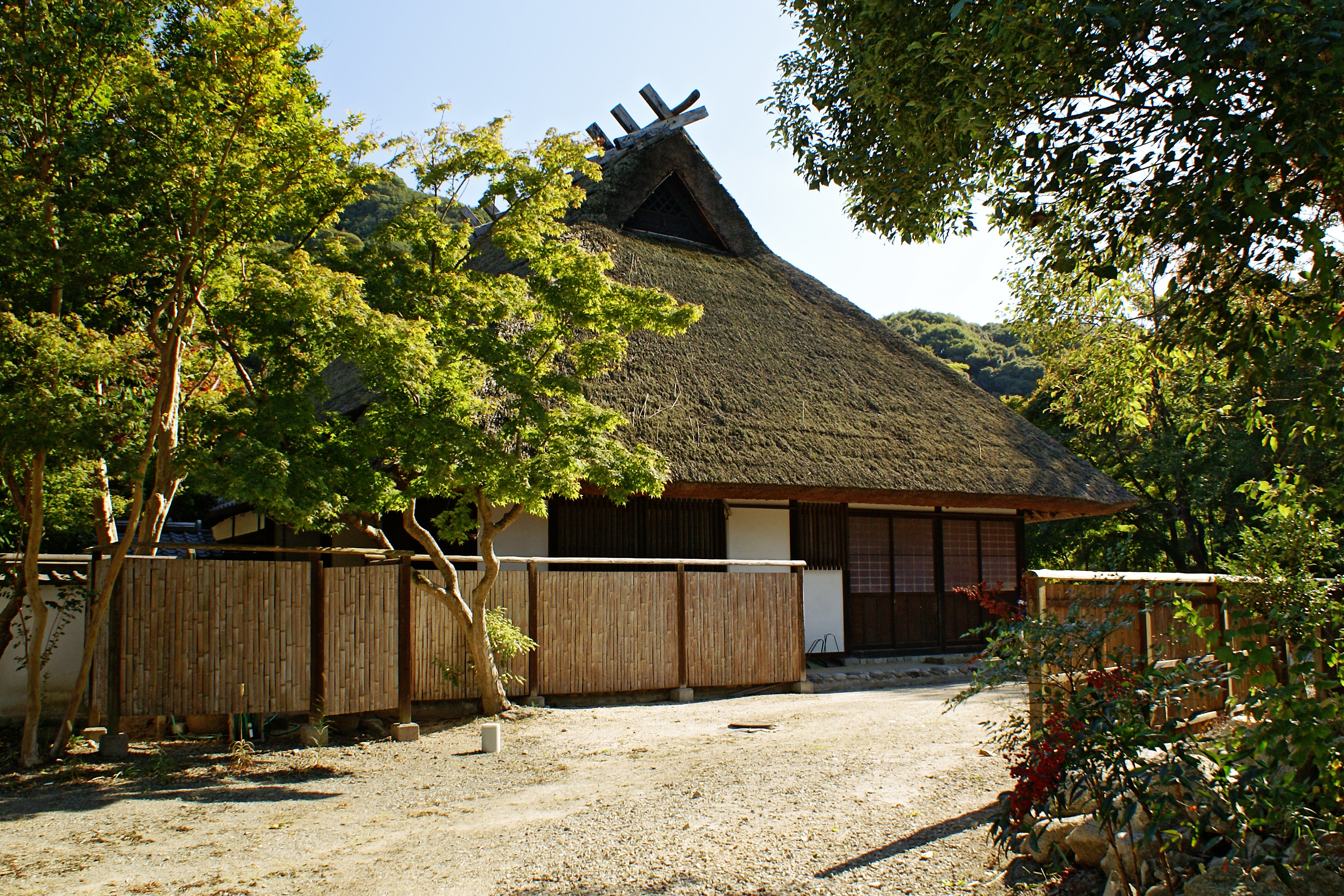
Shoin.
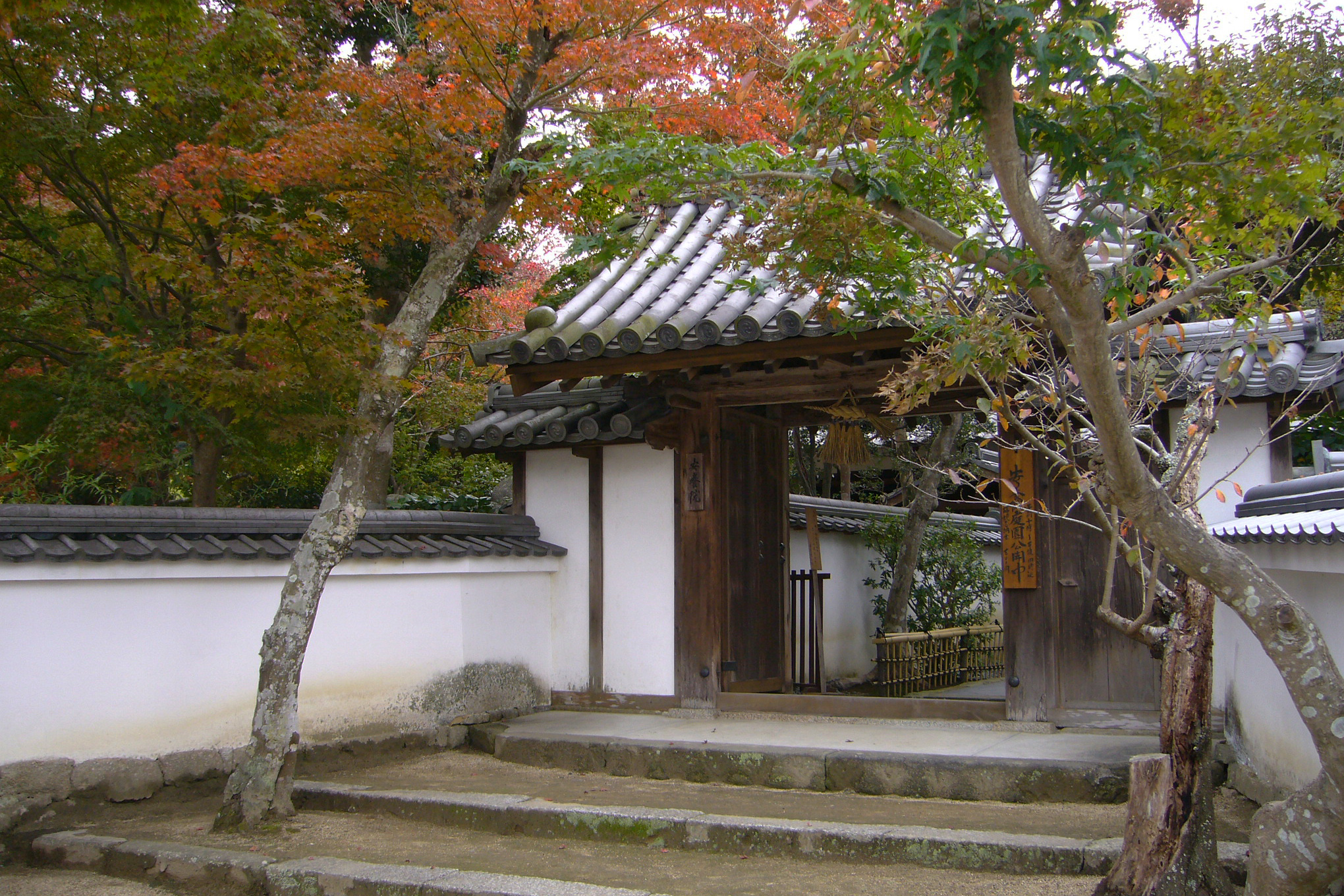
Sanmon.
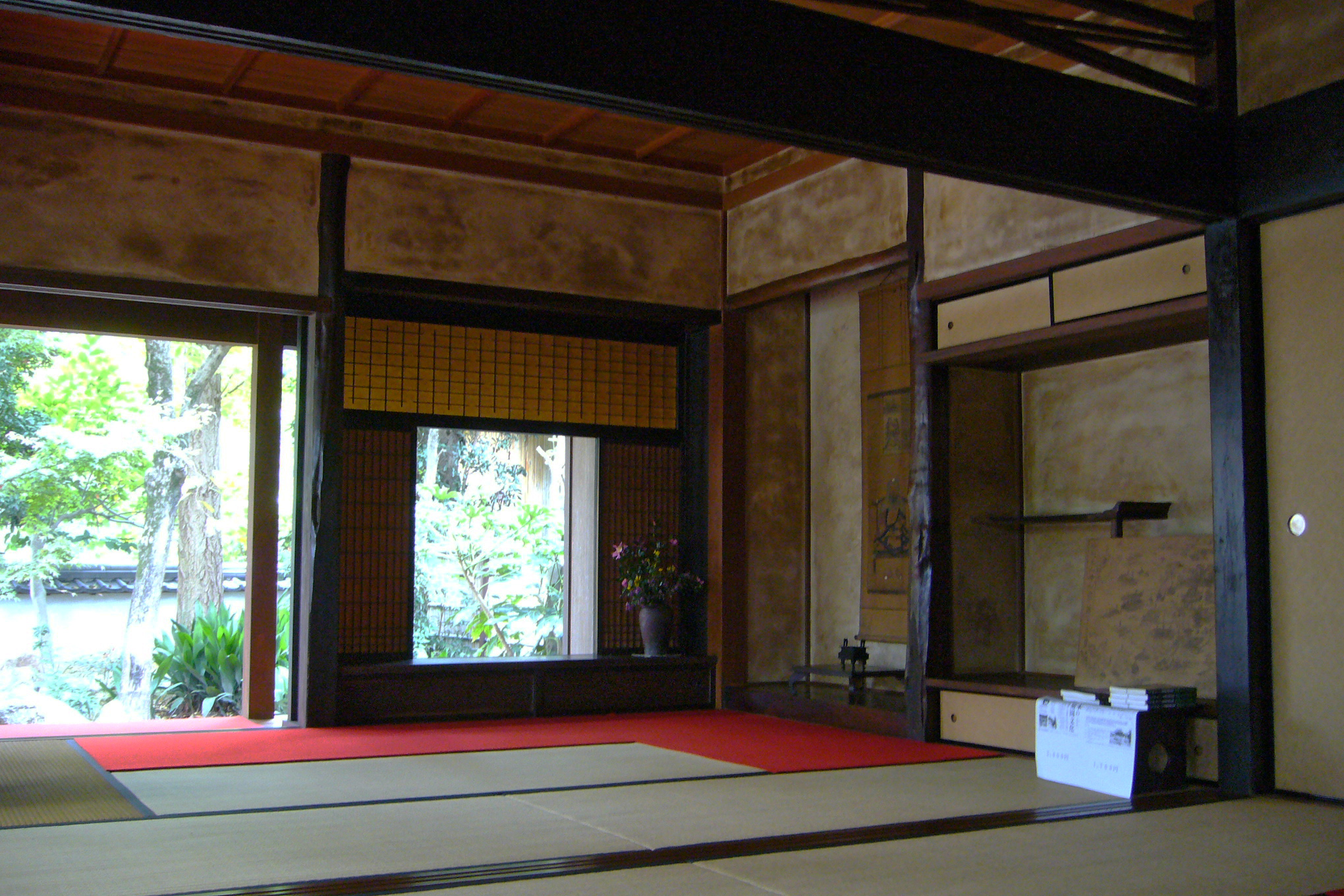
Shoin.
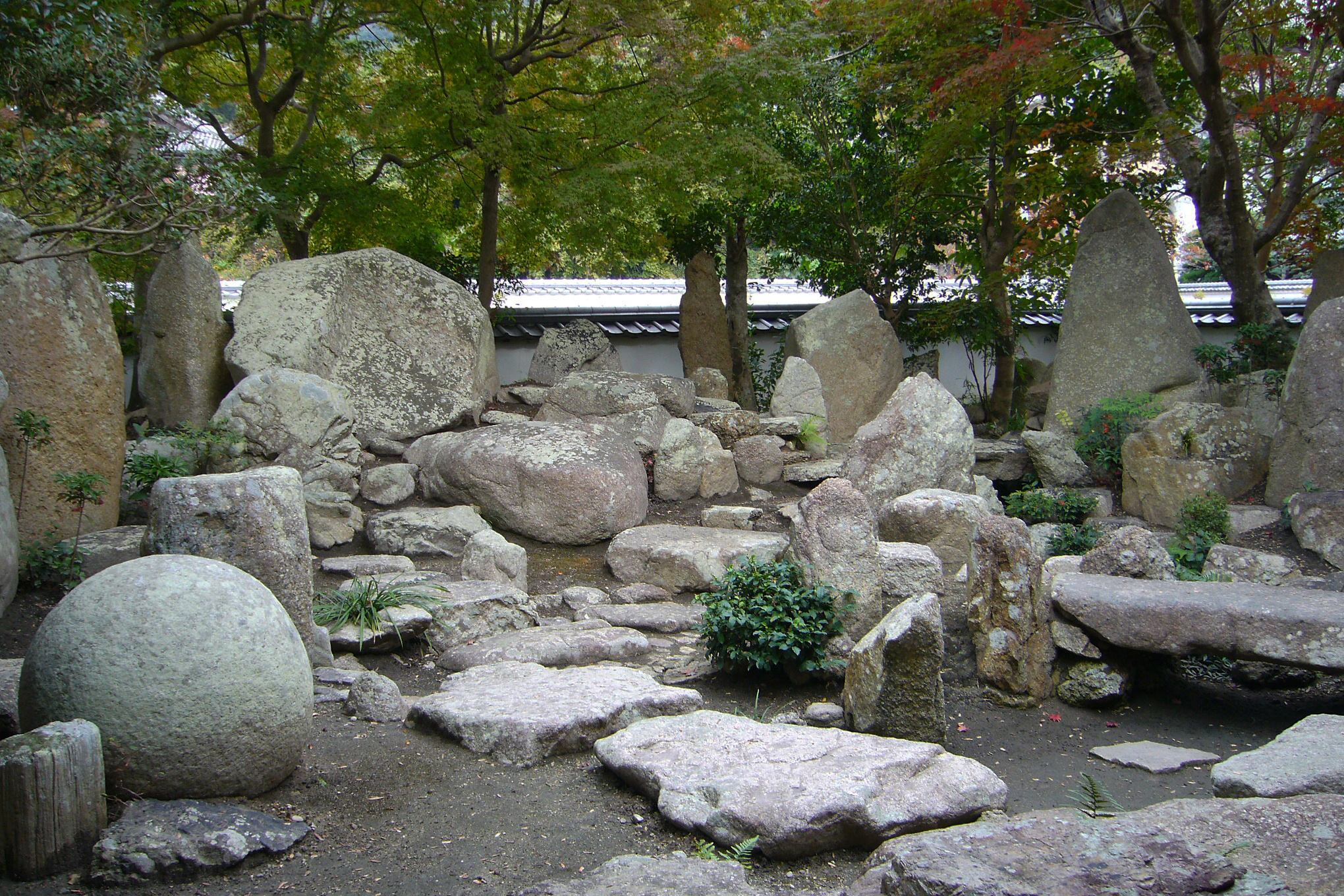
Karesansui.